# Armenija na Olimpijskim igrama
Armenija je prvi puta sudjelovala na Olimpijskim igrama 1994. u Lillehammeru. Od 1952. do 1988. armenski športaši sudjelovali su pod zastavom SSSR-a a 1992. u timu Zajednice Nezavisnih Država.

## Odličja
Do 2016. godine Armenija je osvojila 16 odličja, dva zlata, pet srebra i devet bronci. Sve medalje su osvojene na Ljetnim Olimpijskim igrama. Osam odličja osvojeno je u hrvanju, sedam u dizanju utega i jedna u boksu.
| Odličje | Ime                   | Igre                 | Šport         |
| ------- | --------------------- | -------------------- | ------------- |
| zlato   | Armen Nazarjan        | Atlanta 1996.        | hrvanje       |
| srebro  | Armen Mkertchian      | Atlanta 1996.        | hrvanje       |
| bronca  | Arsen Melikjan        | Sydney 2000.         | dizanje utega |
| bronca  | Roman Amojan          | Peking 2008.         | hrvanje       |
| bronca  | Tigran G. Martirosjan | Peking 2008.         | dizanje utega |
| bronca  | Juri Patrikejev       | Peking 2008.         | hrvanje       |
| bronca  | Gevorg Davtjan        | Peking 2008.         | dizanje utega |
| bronca  | Juri Patrikejev       | Peking 2008.         | hrvanje       |
| bronca  | Hrachik Javakhyan     | Peking 2008.         | boks          |
| srebro  | Arsen Julfalakyan     | London 2012.         | hrvanje       |
| bronca  | Hripsime Khurshudyan  | London 2012.         | dizanje utega |
| bronca  | Artur Aleksanyan      | London 2012.         | dizanje utega |
| zlato   | Simon Martirosyan     | Rio de Janeiro 2016. | hrvanje       |
| srebro  | Arsen Julfalakyan     | Rio de Janeiro 2016. | dizanje utega |
| srebro  | Migran Arutyunyan     | Rio de Janeiro 2016. | hrvanje       |
| srebro  | Gor Minasyan          | Rio de Janeiro 2016. | dizanje utega |